# یواس‌اس مدوسا (ای‌آر-۱)
یواس‌اس مدوسا (ای‌آر-۱) (به انگلیسی: USS Medusa (AR-1)) یک کشتی بود که طول آن ۴۸۳ فوت ۱۰ اینچ (۱۴۷٫۴۷ متر) بود. این کشتی در سال ۱۹۲۳ ساخته شد.